# Apaegocera aurantiipennis
Apaegocera aurantiipennis är en fjärilsart som beskrevs av George Francis Hampson. Apaegocera aurantiipennis ingår i släktet Apaegocera och familjen nattflyn. Inga underarter finns listade i Catalogue of Life.